# Rae Carruth
Rae Lamar Wiggins, conosciuto come Rae Carruth (Sacramento, 20 gennaio 1974), è un ex giocatore di football americano statunitense che ha militato nel ruolo di wide receiver nella National Football League.

## Biografia
Dopo avere giocato al college a football a Colorado, Carruth fu scelto come 27º assoluto nel Draft NFL 1997 dai Carolina Panthers. Dopo la sua prima stagione fu inserito nella formazione ideale dei rookie dopo avere guidato tutti i debuttanti con quattro touchdown su ricezione. Giocò per tre stagioni fino al 1999, dopo di che il 16 novembre di quell'anno fu arrestato e nel 2001 condannato al carcere fino al 2018 per avere commissionato l'omicidio di Cherica Adams, una donna che stava frequentando, di avere sparato quattro colpi di pistola contro la sua vettura e averla colpita tentando di farla abortire.

## Palmarès
- PFWA All-Rookie Team - 1997

## Statistiche
| Ricezioni     | 62  |
| Yard ricevute | 804 |
| Touchdown     | 4   |